# Liste des stations du métro de Santiago
Cet article propose une liste des stations du métro de Santiago du Chili, au Chili. Les correspondances entre les lignes de métro sont indiquées en gras.
| Ligne 1 D'ouest en est | Ligne 2 Du nord au sud | Ligne 3 D'ouest en est | Ligne 4 Du nord au sud | Ligne 4A D'est en ouest                                                            | Ligne 5 D'est au sud-ouest | Ligne 6 D'est en ouest |
| - San Pablo - Neptuno - Pajaritos - Las Rejas - Ecuador - San Alberto Hurtado - Universidad de Santiago - Estación Central - Unión Latinoamericana - República - Los Héroes - La Moneda - Universidad de Chile - Santa Lucía - Universidad Católica - Baquedano - Salvador - Manuel Montt - Pedro de Valdivia - Los Leones - Tobalaba - El Golf - Alcántara - Escuela Militar - Manquehue - Hernando de Magallanes - Los Dominicos | - Vespucio Norte - Zapadores - Dorsal - Einstein - Cementerios - Cerro Blanco - Patronato - Puente Cal y Canto - Santa Ana - Los Héroes - Toesca - Parque O'Higgins - Rondizzoni - Franklin - El Llano - San Miguel - Lo Vial - Departamental - Ciudad del Niño - Lo Ovalle - El Parrón - La Cisterna - El Bosque - Observatorio - Copa Lo Martínez - Hospital El Pino | - Plaza Qulicura - Lo Cruzat - Ferrocarril - Los Libertadores - Cardenal Caro - Vivaceta - Conchalí - Plaza Chacabuco - Hospitales - Puente Cal y Canto - Plaza de Armas - Universidad de Chile - Parque Almagro - Matta - Irarrázaval - Monseñor Eyzaguirre - Ñuñoa - Chile España - Villa Frei - Plaza Egaña - Fernando Castillo Velasco | - Tobalaba - Cristóbal Colón - Francisco Bilbao - Príncipe de Gales - Simón Bolívar - Plaza Egaña - Los Orientales - Grecia - Los Presidentes - Quilín - Las Torres - Macul - Vicuña Mackenna - Vicente Valdés - Rojas Magallanes - Trinidad - Los Quillayes - Elisa Correa - Hospital Sótero del Río - Protectora de la Infancia - Las Mercedes - Plaza de Puente Alto | - La Cisterna - San Ramón - Santa Rosa - La Granja - Santa Julia - Vicuña Mackenna | - Plaza de Maipú - Santiago Bueras - Del Sol - Monte Tabor - Las Parcelas - Laguna Sur - Barrancas - Pudahuel - San Pablo - Lo Prado - Blanqueado - Gruta de Lourdes - Quinta Normal - Cumming - Santa Ana - Plaza de Armas - Bellas Artes - Baquedano - Parque Bustamante - Santa Isabel - Irarrázaval - Ñuble - Rodrigo de Araya - Carlos Valdovinos - Camino Agrícola - San Joaquín - Pedrero - Mirador - Bellavista de La Florida - Vicente Valdés | - Los Leones - Inés de Suárez - Ñuñoa - Estadio Nacional - Ñuble - Bío-Bio - Franklin - Pdte. Pedro Aguirre Cerda - Lo Valledor - Cerrillos |

1. ↑  Les noms des stations de l'extension vers Maipú ne sont pas encore définitifs.

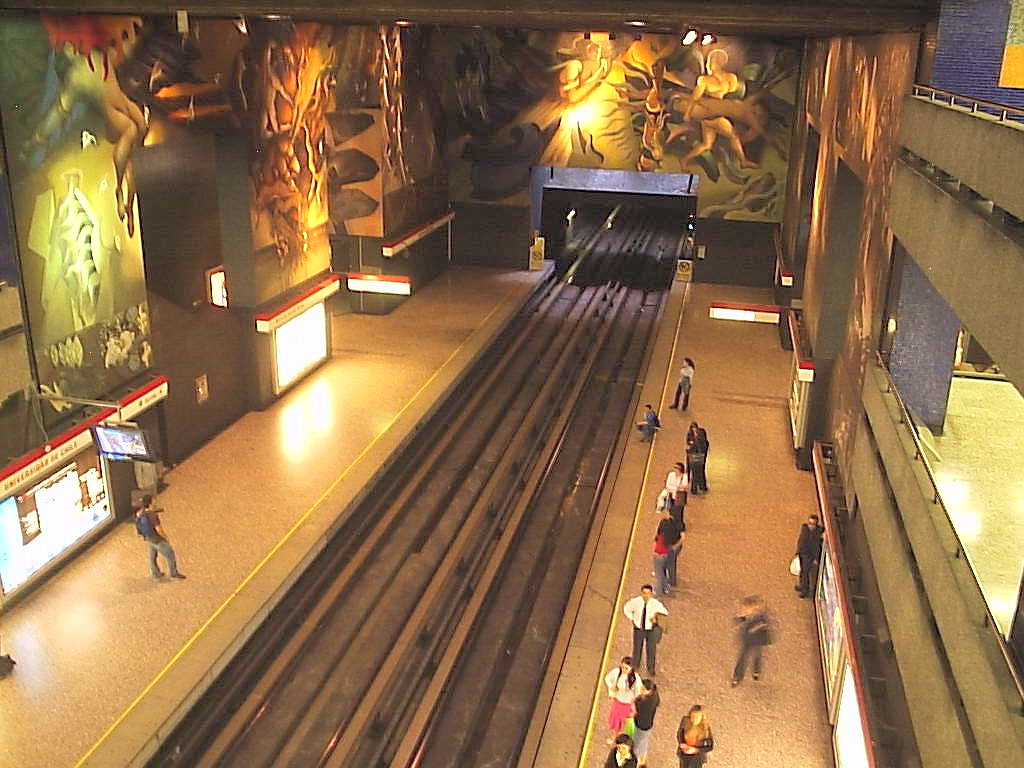
Universidad de Chile
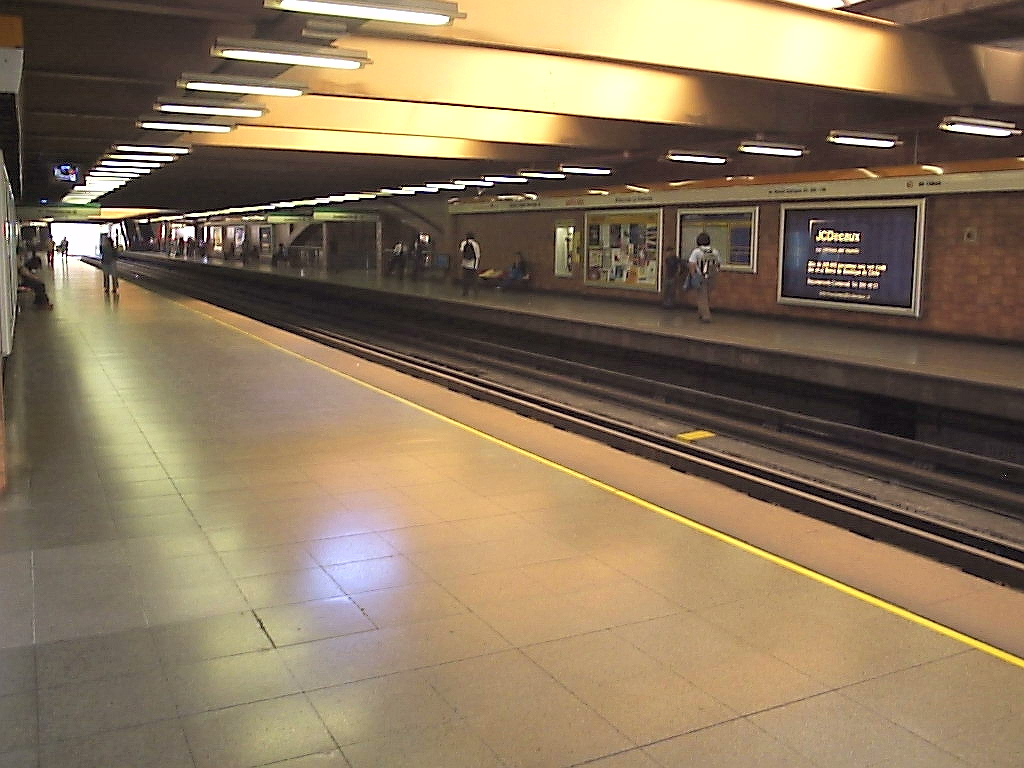
Santa Ana
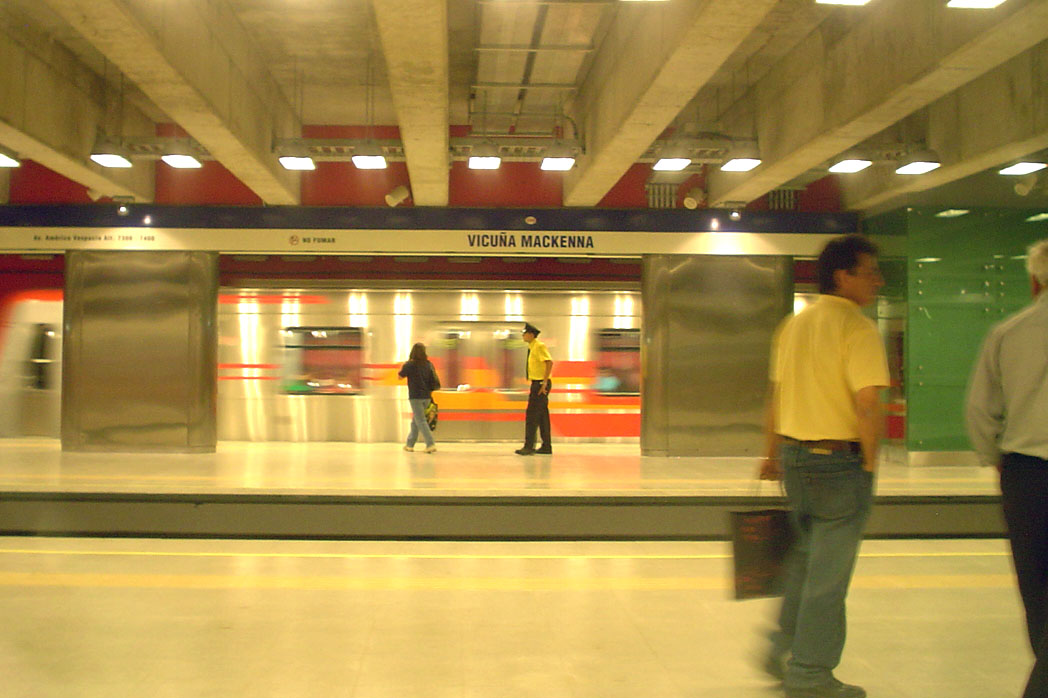
Vicuña Mackenna
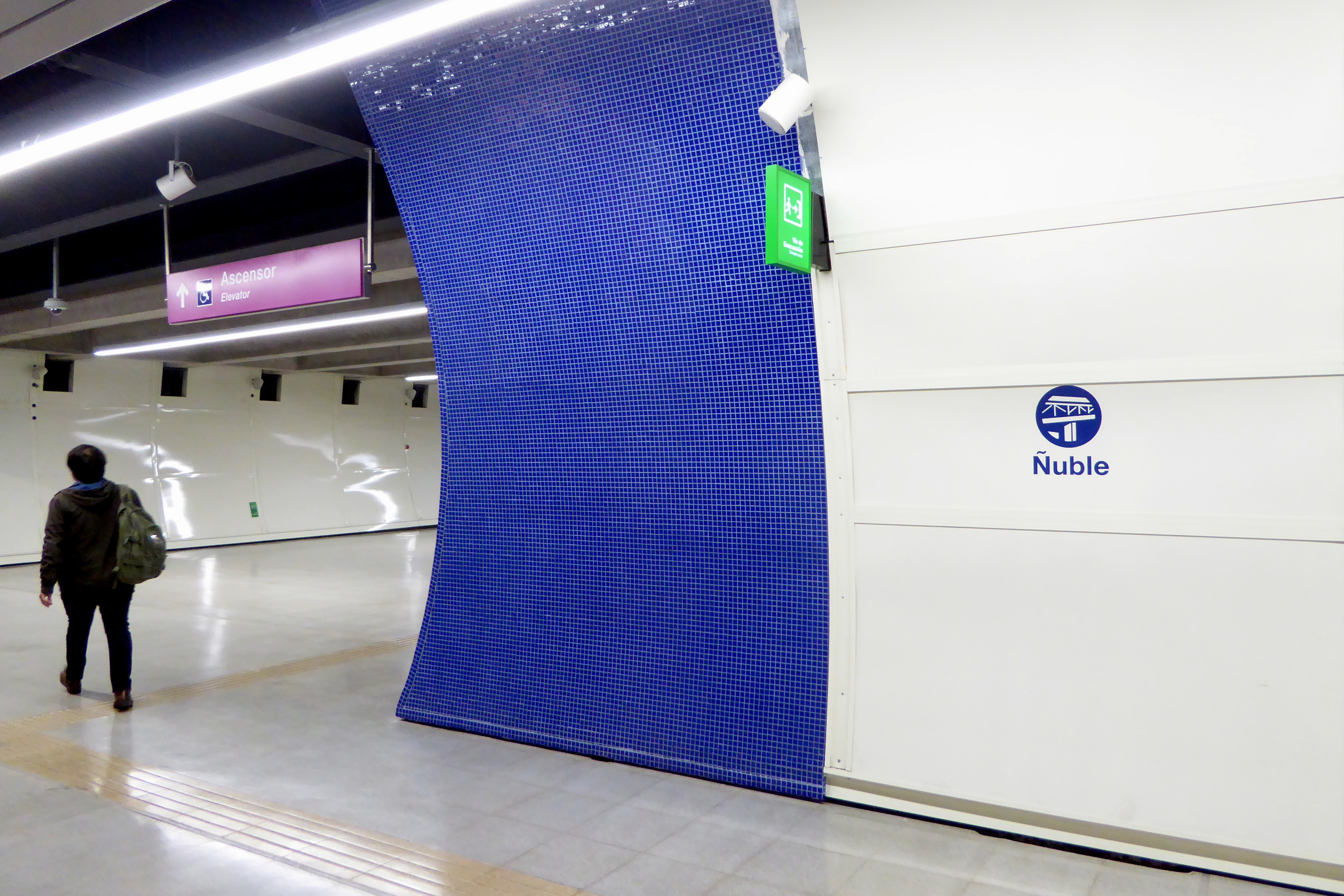
Ñuble
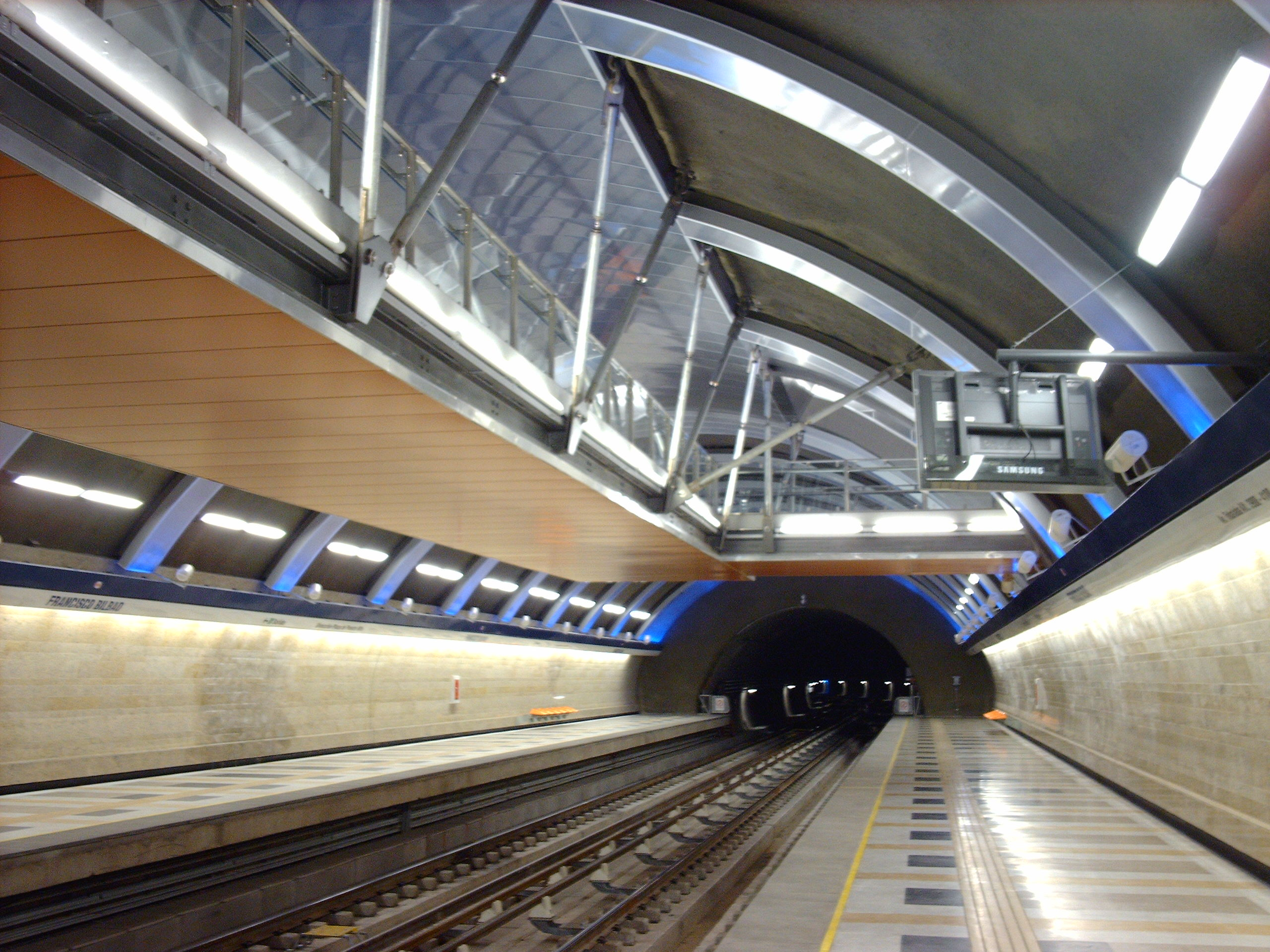
Francisco Bilbao
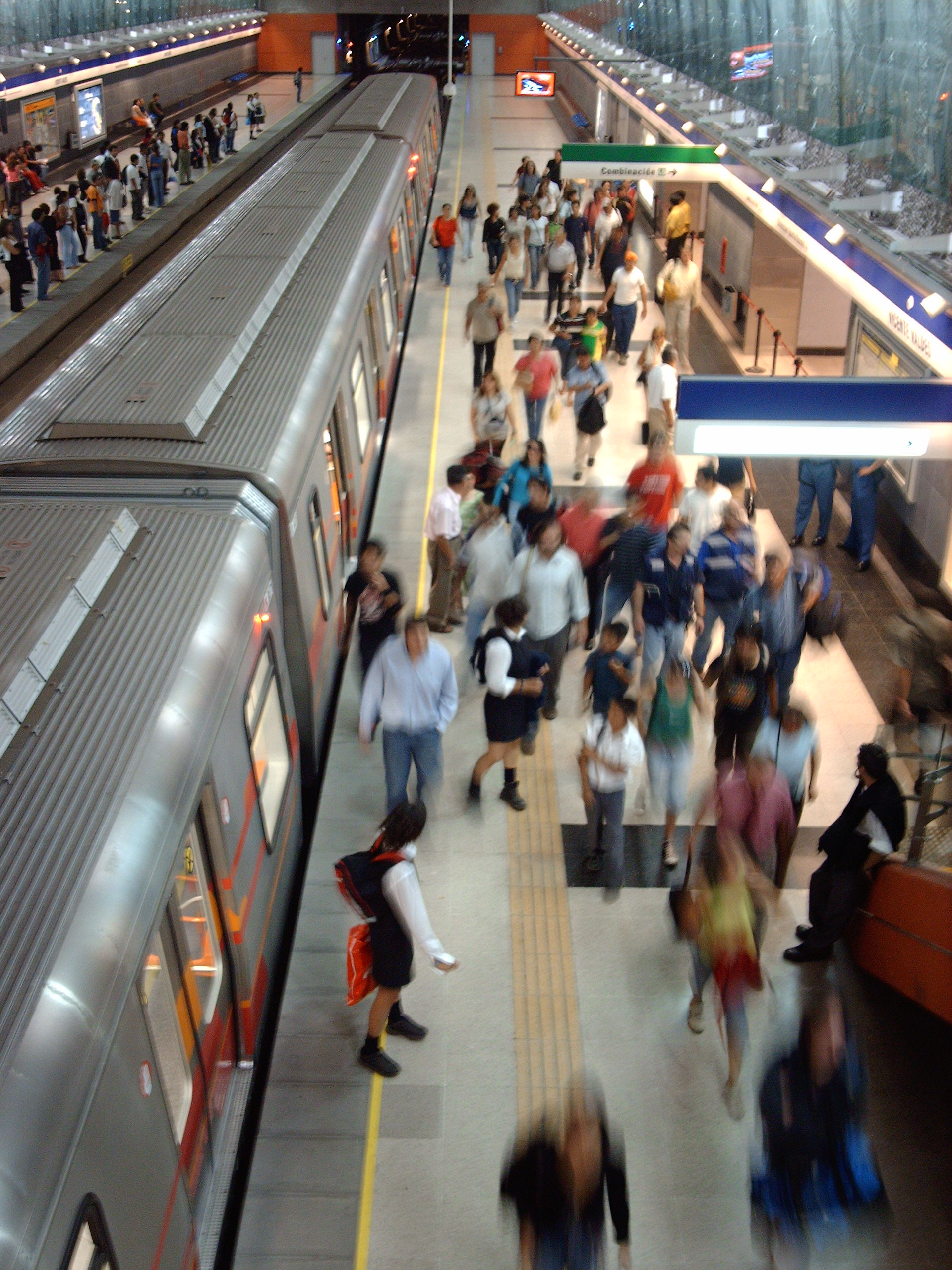
Vicente Valdés